# IC 2237
IC 2237 је појединачна звијезда у сазвјежђу Рак која се налази на листи објеката дубоког неба у Индекс каталогу.
Деклинација објекта је + 24° 41' 43" а ректасцензија 8h 14m 8,0s.